# Марк Шагал
Марк Шагал (рус. Марк Захарович Шага́л, Витебск, 7. јул 1887 — Saint-Paul, 28. март 1985) је био белоруски и француски сликар јеврејског порекла. Његов сликарски правац је мешавина модерног покрета и импресионизма.

## Младост
Марк Шагал је рођен као Мојше Шагал у јеврејској породици у Лиозни, у близини града Витебска (Белорусија, тада део Руског царства) 1887. године. У време његовог рођења, становништво Витебска је бројало око 66.000. Половина становништва су били Јевреји. Живописни град цркава и синагога, уметник Иља Репин га је назвао „Руски Толедо“, по космополитском граду некадашњег Шпанског царства. Како је град био изграђен углавном од дрвета, мало је од њега преживело године окупације и разарања током Другог светског рата.
Шагал је био најстарији од деветоро деце. Презиме Шагал је варијанта имена Сегал, које је у јеврејској заједници обично носила левитска породица. Његов отац, Катскл (Зачар) Шагал, био је запослен код трговца харингом, а његова мајка Фејге-Ите је продавала намирнице из њихове куће. Његов отац је напорно радио, носећи тешку бурад, али је зарађивао само 20 рубаља сваког месеца (просечна плата широм Руске империје била је 13 рубаља месечно). Шагал ће касније укључити рибље мотиве „из поштовања према свом оцу“, пише Шагалов биограф Јакоб Бал-Тешува. Шагал је писао о овим раним годинама:
Дан за даном, зими и лети, у шест сати ујутру, мој отац је устајао и ишао у синагогу. Тамо је изговарао своју уобичајену молитву за неког мртваца. По повратку је спремио самовар, попио чај и отишао на посао. Паклени рад, рад галијског-роба. Зашто покушавати да се то сакрије? Како рећи о томе? Ниједна реч никада неће олакшати судбину мог оца... На нашем столу је увек било доста путера и сира. Хлеб премазан путером, као вечни симбол, никада није излазио из мојих детињих руку.

## Биографија
Године 1907, је започео студирање у Царској школи уметности у Санкт Петербургу. Септембра 1909. у кући своје пријатељице упознаје Белу Росенфилд у коју се заљубљује. После студија већ почиње да привлачи пажњу и ствара углед када му је Макс Винавер осигурао средства како би се преселио у Париз (тада центар збивања у уметности), и тамо наставио да ради. Све заједно са Пикасом, Бракеом и осталим кубистима почели су да мењају уметност из корена. Шагал је током својих париских година почео да употребљава модерне технике, иако никад није напустио свој сопствени стил који је изградио, и по коме је постао познат.
Париз је за Шагала постао друга кућа и он је планирао да се тамо пресели и остане да живи до краја живота. Међутим 1914, док је био у посети Русији, настао је Први светски рат па се више није мога вратити. Године 1915, жени се Белом Росенфилд, својом вереницом од 1909, и наставља да велича њихову љубав у серији својих слика које је наставио да слика чак и после њене смрти тридесет година после. У међувремену преживљава рат. 1917. постаје комесар за уметност у Витебску.
Шагалово комесарство ускоро се лоше завршава, свађом са другим уметницима, након чега одлази у Москву да би радио у Москви као сценограф у позоришту и подучавао ратну сирочад. Напокон, 1922. године Шагал, Бела и његова ћерка Ида емигрирају из СССР. У Русији је био осам година..
Године 1923, Шагал добија наруџбину од француског трговца уметничким делима Амбросеа Воларда да илуструје руски класични роман, Гогољеве Мртве душе. Шагалови налазе дом у Француској и Марк постиже нову славу као илустратор у гвашу и бакропису. Истовремено наставља и своју сликарску каријеру. Следеће године биће му веома успешне и срећне, испуњене радом и путовањима, али од тридесетих година све се мења успоном фашизма, што се одразило у Шагаловим суморним делима.
Године 1937, Шагал добија француско држављанство – која бива поништено почетком Другог светског рата, када Француска, поражена од стране Немачке, бива подељена између нациста и колаборацијских власти. Шагал касно схвата свој положај као Јевреја и као уметника којег су нацисти прогласили изопаченим. Бива ухапшен, али срећом врло брзо пуштен захваљујући америчком посредовању па током рата бежи у САД.
У Америци његова жена Бела се разболева и убрзо умире. Шагал је неутешан. 1944. после неколико година остварује нову везу са Енглескињом Вирџинијом Хагард која је трајала до 1952. У међувремену се 1948. вратио у Француску, и заувек се настанио на југу земље. Касније се жени са Валентином Бродски и са њом остаје до краја живота.
Током свог живота Шагал се опробао на свим сликарским материјалима. Израђивао је таписерије, графике, мозаике, витраже, скулптуре и фреске.

## Шагалова уметност
Шагал је узимао инспирацију из старих белоруских бајки, а радио је мотиве из јеврејских религијских прича. Око 1960-их и 1970-их, Шагал прихвата и пројекте који су обухватали холове и зидине великих зграда чак осликавајући пар цркава.
Шагалов рад се може сврстати у више категорија. Мешао се са авангардним пројектима, али за његов рад мешају се разни правци као што су Кубизам и Фовизам. Био је чврсто повезан са Париском школом и њиховим члановима, укључујући и уметника под именом Амедео Модиљани.

## Чести симболи у Шагаловим радовима
- Коза: Лагодност живота: млеко, месо, кожа, рогови, моћ и снага.
- Дрво: још један симбол живота.
- Петао: Верност, најчешће насликан са љубавницима.
- Груди (често голе): Еротика, плодност љубави (Шагал је волео и поштовао жену).
- Виолиниста: у Шагаловом селу Витеберг виолиниста је пратио људе током њихових прекретница у животу (рођење, венчање, смрт).
- Харинга (понекад насликана и као летећа риба): Сећање на Шагаловог оца који је радио у фабрици за прераду риба
- Сат са клатном: време, скромни живот
- Свећа: две свеће симболизују Сабат. Свећа је симбол у његовим делима повезан са Јудаизмом
- Прозори: Шагалов Љубав ка слободи.
- Куће Витебска (често сликане док је живео у Паризу): жудња за домовином
- Сцене циркуса: Хармонија човека и животиње, представља Креативност у човеку.
- Распеће Исуса: Холокауст, Јевреји прогоњени од стране нациста.

## Цитати
- „На кругу боја, све боје су пријатељи са њиховим суседима и љубавници са њиховим контрастима.."
- „У животу постоји само једна боја, само једна на уметничкој палети, која даје смисао и животу и уметности. То је боја љубави."

## Листа познатијих радова
- Млада жена на софи (Mariaska), 1907, (Приватна колекција)
- Венчање, 1910
- Рођење, 1910, Цирих
- Ја и село, 1911, Њујорк, (Музеј Модерне уметности)
- Адам и Ева, 1912
- Аутопортрет са седам прстију, 1913, Амстердам
- Виолиниста, 1911 — 1914, Диселдорф, Немачка
- Рођендан, 1915, Њујорк, Музеј Модерне уметности
- Плава кућа, 1917 — 1920
- Пад анђела, 1923 — 1947, Базел
- Зелени виолиниста, 1923 — 1924,
- Жена Акробата, 1930, Париз, (Национални музеј модерне уметности)
- La Mariée (Невеста), 1950.
- Љубавници изнад црвеног неба, 1950
- Мојсије прима десет божијих закона, 1950 — 1952
- Зелена ноћ, 1952
- Бастиља, 1953
- Мост изнад сене, 1954, Хамбург
- Прелажење црвеног мора, 1955
- Аутопортрет, 1959 — 1960
- Краљ Давид, 1961
- Рат, 1964 — 1966, Цирих
- Мозаици мурала у холу Метрополитанска опера, Њујорк, 1966
- Библијски осликани прозори, 1968, Мец Катедрала
- Пророк Јеремаја, 1968
- Посао, 1975
- Библијска порука, 17 радова (Ница, -Национални музеј)
- Амерички прозори, 1977, Уметнички институт Чикага
- Жути магарац, 1979
- Породица, (1975—1976)
- Девет прозора библијске тематике, 1978 — 1985, St. Stephan Church, Мец, Немачка
- Велика парада, 1979 — 1980, Гарелија Пјер Матис-Њујорк.